# Погорельцев Сергій Олексійович
Сергій Олексійович Погорельцев (нар. 17 вересня 1964, Київ) — український дипломат, Надзвичайний і Повноважний Посол України в Мексиці з 21 липня 2025 року. Надзвичайний і Повноважний Посол України в Іспанії (2020—2025, 2012–2015).

## Життєпис
Народився 17 вересня 1964 року в місті Києві. У 1986 році закінчив Київський державний університет ім. Т.Шевченка, факультет романо-германської філології, за фахом — перекладач з іспанської та англійської мов, викладач іспанської мови.
У 1988—1991 — працював перекладачем місії Міністерства оборони СРСР на Кубі;
З 11.1991 по 06.1992 — провідний спеціаліст Міністерства у справах молоді та спорту України;
З 06.1992 по 03.1993 — аташе відділу візової політики Департаменту консульської служби Міністерства закордонних справ України;
З 03.1993 по 06.1997 — третій, другий секретар Посольства України в Аргентині;
З 07.1997 по 04.1999 — перший секретар Департаменту кадрів Міністерства закордонних справ України;
З 04.1999 по 12.1999 — радник, виконувач обов'язків начальника відділу візової політики Департаменту консульської служби МЗС України;
З 12.1999 по 03.2000 — консул України в Нью-Йорку;
З 03.2000 по 04.2001 — виконувач обов'язків Генерального консула України в Нью-Йорку;
З 04.2001 по 01.2006 — Генеральний консул України в Нью-Йорку;
З 03.2006 по 01.2008 — заступник Директора Департаменту консульської служби Міністерства закордонних справ України;
З 01.2008 по 07.2009 — Директор Департаменту консульської служби МЗС України;
З липня 2009 по 2012 — Генеральний консул України в Нью-Йорку.
З 5 липня 2012 по 19 жовтня 2015 року — Надзвичайний і Повноважний Посол України в Королівстві Іспанія.
З 25 вересня 2013 по 19 жовтня 2015 року — Постійний представник України при Всесвітній туристичній організації за сумісництвом.
З 18 листопада 2013 по 19 жовтня 2015 року — Надзвичайний і Повноважний Посол України в Князівстві Андорра за сумісництвом.
З 09.2016 року по 07.2020 року — Директор департаменту консульської служби МЗС України.
З 2 липня 2020 по 21 липня 2025 року — Надзвичайний і Повноважний Посол України в Королівстві Іспанія.
З 12 березня 2021 по 21 липня 2025 року — Постійний представник України при Всесвітній туристичній організації за сумісництвом.
З 11 серпня 2021 по 21 липня 2025 року — Надзвичайний і Повноважний Посол України в Андоррі за сумісництвом.
З 21 липня 2025 року — Надзвичайний і Повноважний Посол України в Мексиканських Сполучених Штатах.

## Дипломатичний ранг
- Надзвичайний і Повноважний Посол України (2009)

## Нагороди
- Орден Данила Галицького (2019)[11]

#### Декларація
- Офіційна декларація